# کارگروه کلپتوکپچر

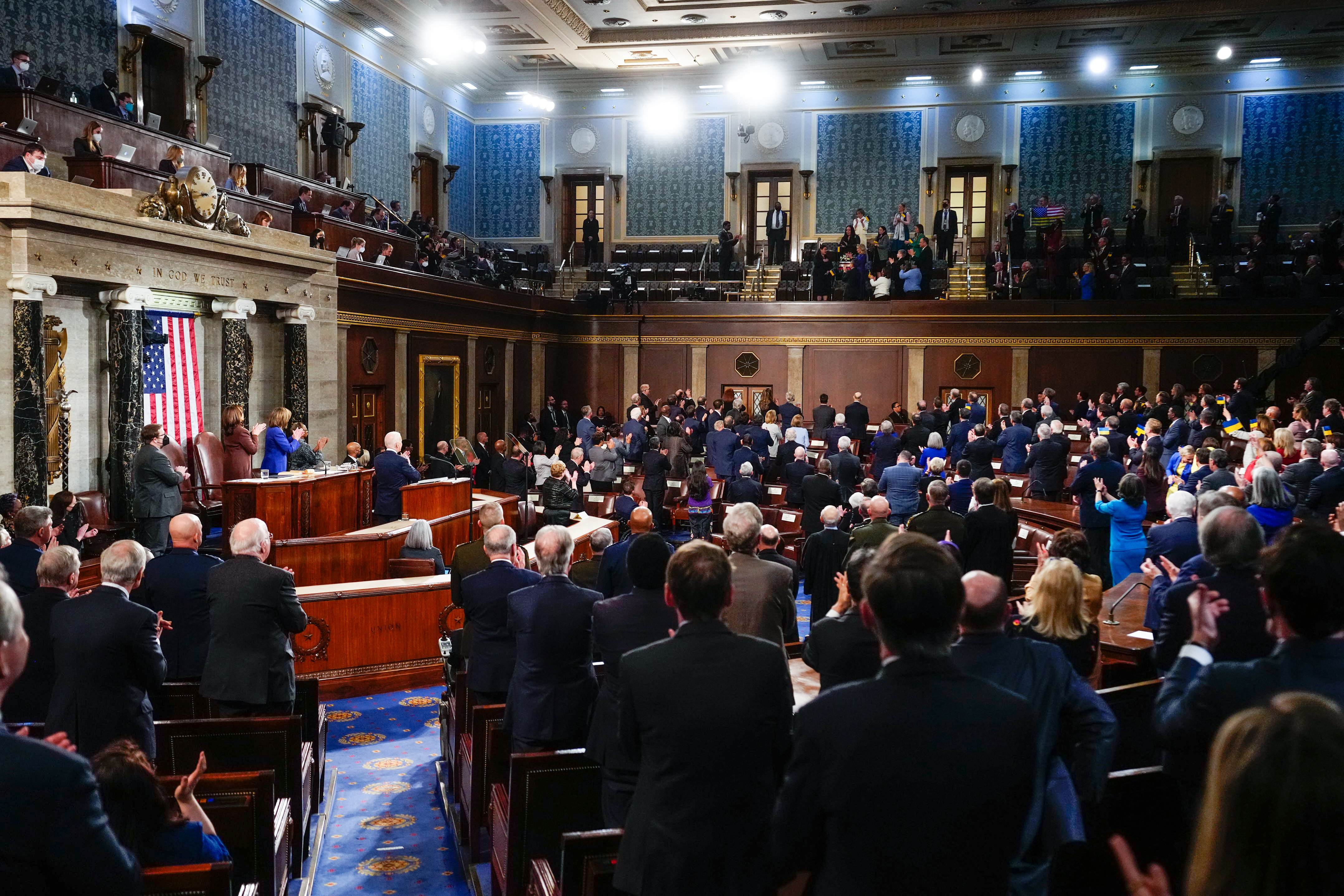
کارگروه کلپتوکپچر وزارت دادگستری (گروه ویژه تحریم‌های روسیه در دادگستری آمریکا)

کارگروه کلپتوکپچر (به انگلیسی: Task Force KleptoCapture) یک واحد وزارت دادگستری ایالات متحده آمریکا است که در مارس ۲۰۲۲ با هدف اعمال تحریم‌ها علیه الیگارش‌های روسی تأسیس شد. این کارگروه پس از تهاجم روسیه به اوکراین در سال ۲۰۲۲ شکل گرفت.
جو بایدن این تلاش را در جریان سخنرانی وضعیت ۲۰۲۲ ایالات متحده اعلام کرد. این گروه برای هدف قرار دادن الیگارشی‌ها تشکیل شده‌است و متشکل از مقامات اداره تحقیقات فدرال، سرویس مارشال‌های ایالات متحده، خدمات درآمد داخلی، سرویس بازرسی پستی ایالات متحده آمریکا، اعمال مهاجرت و گمرک ایالات متحده و سرویس مخفی ایالات متحده آمریکا است. هدف اصلی کارگروه اعمال تحریم‌های تعیین‌شده علیه این افراد برای مسدود کردن و مصادره دارایی‌هایی است که دولت ایالات متحده ادعا می‌کند حاصل مشارکت غیرقانونی آنها با دولت روسیه و تهاجم به اوکراین است.